# Kalludevanahalli, Nagamangala
Kalludevanahalli là một làng thuộc tehsil Nagamangala, huyện Mandya, bang Karnataka, Ấn Độ.